# Âm mưu và tình yêu
Âm mưu và tình yêu (tiếng Hindi: साथ निभाना साथिया - Saath Nibhaana Saathiya) là bộ phim truyền hình dài tập Ấn Độ. Phần 1 được phát sóng trên Star Plus bắt đầu từ ngày 3/5/2010 đến ngày 23/7/2017 tại Ấn Độ. Mặc dù phim lấy bối cảnh ở Rajkot nhưng phim lại được quay tại Mumbai. Phần 2 cũng được phát sóng trên kênh Star Plus bắt đầu từ 19/10/2020 đến 16/7/2022.
Phần 1 đã được phát sóng phiên bản lồng tiếng Việt từ ngày 27/5/2015 đến ngày 1/6/2018 trên kênh THVL1 lúc 22h30 mỗi ngày, phát lại lúc 14h ngày hôm sau trên kênh THVL2.
Đồng thời, phim được phát sóng tại Việt Nam lúc 12h hằng ngày từ ngày 1/8/2015 đến ngày 31/1/2016 & 22h hằng ngày từ ngày 1/2 đến ngày 31/10/2016 trên kênh VTVcab6 - Hay TV với tên gọi: "Mưu đoạt hạnh phúc" (phim chỉ dừng ở tập 458).
Phần 2 được phát sóng phiên bản lồng tiếng Việt lúc 22h mỗi ngày từ ngày 7/9/2023 đến ngày 29/10/2024 trên kênh THVL1.

## Tóm tắt cốt truyện
Ban đầu, bộ phim tập trung nói về cuộc sống và cuộc hôn nhân sắp đặt của 2 chị em họ (Gopi và Rashi) cũng như sự trái ngược về tính cách của 2 cô gái. Urmila và Jitu nhận nuôi Gopi (cháu gái) sau khi ba mẹ của Gopi mất; cô ấy bị mù chữ, ngây thơ, tốt bụng và nhút nhát trong khi Rashi, con gái của Urmila và Jitu, được ăn học, cởi mở, hoạt bát và lanh lợi. Câu chuyện kể về quá trình Kokila Modi – người mẹ chồng nghiêm ngắc của Gopi, chỉ dẫn cô ấy trở thành người phụ nữ tự tin và thông minh và để cô ấy có thể nhận được sự chấp nhận từ chồng của mình. Rashi luôn ghen tỵ và cố gắng tìm mọi cách để tạo khó khăn cho Gopi nhưng không thành công, cuối cùng, cả Gopi và Rashi đều hạnh phúc và vui vẻ bên gia đình và chồng của mình. Kinjal, con gái của Kokila, kết hôn với Dhaval, anh họ của Rashi. Gopi sinh được 1 đứa con gái, Rashi thì sinh được 1 cặp song sinh trai. Gopi sau này cũng tìm lại được cha mẹ ruột của mình, người mà bấy lâu nay cô cho là đã mất. Phần phim đầu tiên kết thúc với tình huống em gái ruột của Gopi, Radha, tìm cách hãm hại Gopi và con gái của cô, Meera. Trong lúc đó Gopi cũng bị đổ tội đã vô tình giết chết Meera và rời khỏi nhà Modi.
Tám năm sau...
Gopi tự nuôi lớn đứa con gái thứ hai của cô, Vidya. Rashi trở thành "bà hoàng" của nhà Modi. Cuối cùng, Gopi cũng đoàn tụ với gia đình và họ phát hiện ra Meera chưa chết, mà lớn lên như đứa trẻ mồ côi. Tội ác của Radha bị lật tẩy và cô ta bị bắt vào tù. Sau đó, Rashi vì cứu Gopi khỏi sự tấn công của người đàn ông mù quáng đem lòng yêu Gopi mà qua đời. Jigar cưới Paridhi, em họ của Rashi và Gopi. Radha trở lại, lừa Jigar ngủ với cô ta và có thai. Cô ta sinh ra một đứa con gái và cũng đặt tên cho đứa bé là Rashi. Radha đe dọa sẽ giết đứa bé Rashi và cố gắng phá hoại gia đình Modi, Gopi không còn lựa chọn phải ra tay giết chết đứa em ruột của mình. Gopi bị kết án 14 năm tù.
Mười năm sau...
Mức án của Gopi được giảm do cô cải tạo tốt trong trại giam. Gopi trở về và phát hiện Ahem cắt đứt quan hệ với nhà Modi và chuyển đến sống tại Mumbai với hai cô con gái, cũng tại đây anh đã chung sống và có một mối quan hệ với một người phụ nữ khác, Mansi. Meera lớn lên và trở nên tự lập, bướng bỉnh và nóng tính, trong khi đó Vidya lại hoàn toàn thừa hưởng mọi đức tính tốt của mẹ mình, Gopi. Ahem và hai cô con gái đều trách Gopi rằng đã quan tâm chuyện bao đồng nhiều hơn là lo nghĩ cho gia đình mình. Kokila cũng tách ra sống riêng, chăm sóc Urmila (lúc này Urmila giả vờ có vấn đề về thần kinh để trả thù Kokila), và Rashi (bị Paridhi từ chối chấp nhận). Kinjal, con gái của Kokila, rời bỏ chồng và con của cô ấy và chuyển tới sống tại nhà Modi. Cuối cùng, sau hàng tá sự việc xảy ra tại Mumbai, Ahem trở về Rajkot với Meera và Vidya, cả gia đình lại 1 lần nữa được đoàn tụ. Tuy nhiên, Meera từ chối chấp nhận Gopi là mẹ mình, và trách rằng nhà Modi lúc nào cũng gây rắc rối cho cô.
Bạn học thân thiết thời thơ ấu của Kokila, Gaura Suryavanshi xuất hiện, để trả thù cho cái chết của em trai cho rằng đó là lỗi lầm của Kokila. Gia đình nhà Modi không biết được âm mưu độc ác của Gaura, gả Vidya cho cháu trai của bà ta, Shravan. Trong khi Gaura dụ dỗ Meera kết hôn với Dharam, con trai bà ta; Meera trở thành mẹ chồng của Vidya.Trong lúc đó Mẹ ruột của Gopi cũng trở lại và trả thù Kokila cho cái chết của con gái mình, Radha, nhưng đã chết sau đó. Sau đó Gaura cố gắng lợi dụng Meera chống lại nhà Modi, và trong một số trường hợp để giết Kokila và Ahem – nhưng không thành công, sau hàng loạt những âm mưu đó (1 trong số đó đã dẫn đến cái chết của vợ chính của Dharam, Durga), bà ta đã bị bắt giữ. Cả Meera và Vidya sau này đều có tình cảm với chồng của mình và mọi chuyện dần lắng xuống. Sahir – 1 trong 2 đứa con trai của Jigar, kết hôn với Sonakshi, cô gái thất học, bị sự phản đối kịch liệt của Paridhi. Phần 3 kết thúc với tình huống Ahem qua đời trong vụ tai nạn và đúng lúc đám cưới của Meera và Dharam
Bốn năm sau...
Chirag, Hetal, Baa định cư tại Mỹ.Kinjal, Dhaval và Prateek định cư tại London,Anh. Gopi bị trầm cảm nặng sau sự ra đi đột ngột của Ahem, cô không cười hay nói chuyện với ai suốt 4 năm qua. Kokila quyết định đồng ý cho bác sĩ Krishna Raheja cầu hôn Gopi; Vào ngày cưới, Gopi hồi phục, miễn cưỡng chấp nhận cưới Krishna. Jigar và Paridhi đã thay đổi nhiều về tính cách và không còn chăm lo cho các thành viên trong gia đình nữa. Paridhi đã đuổi Sahir, Sonakshi và con của họ ra khỏi nhà Modi, họ đành về khu ổ chuột của Urmila để sống, và để Samar kết hôn với Monica, một cô gái rất sành về thời trang và kiêu ngạo. Cũng trong lúc đó, Meera có mâu thuẫn với Vidya vì cô cho rằng là thủ phạm và Vidya phải chịu trách nhiệm về việc cô sảy thai trước đây, trong khi thủ phạm thực sự là Naiya, em gái của Shravan. Gopi thề rằng sẽ hàn gắn gia đình Modi bằng cách tiếp quản công việc của gia đình, và cuối cùng đã thành công. Krishna lộ thân phận là anh trai của Mansi(là người đã sống với Ahem suốt 10 năm khi Gopi ở tù). Hắn ta, Mansi và Pramila (mẹ của Krishna và Mansi) tìm cách để trả thù Gopi. Kokila thuê một người giống hệt Ahem (Jaggi, con riêng của Parag và Urvashi), để giải cứu Gopi, và anh ấy đã thành công. Gopi cưới Jaggi để giúp anh thoát khỏi âm mưu đen tối của Radhika (một người đàn bà xảo trá), nhà Modi cuối cùng đã chấp nhận mối quan hệ này. Gaura một lần nữa quay trở lại để trả thù nhà Modi – bà ta thuê Chanda (mẹ nuôi của con Meera) để gây rắc rối trong nhà Suryavanshi, và sau đó giết Chanda khi cô ta tìm cách phơi bày tội ác của Gaura, đổ hết tội lên Vidya. Gaura lột tẩy có liên quan đến vụ tai nạn dẫn đến cái chết của Ahem. Gaura sau đó tiếp tục vu khống Kokila về cái chết của Urvashi, nhưng cuối cùng mọi tội ác của bà ta một lần nữa bị vạch trần và bị bắt giam. Jigar, Paridhi, Samar, và Monica chuyển đến sống ở Canada.
Trong lúc đó, Sita xuất hiện; nhà Modi giải cứu Sita khi mẹ kế của cô ấy, Bhavani cố ép Sita kết hôn bằng vũ lực. Sau đó, Bhavani tẩy não Meera và ép buộc cô rời khỏi nhà. Gopi phát hiện ra Ramakant là đứa con trai thất lạc bấy lâu của cô, và Vidya không phải là con ruột của mình; hai đứa trẻ đã bị hoán đổi lúc mới sinh. Gopi biết được điều này do người mẹ nuôi đang hấp hối của Ramakant. Gopi và Jaggi đến Singapore và dùng vũ lực để đưa Ramakant (một cậu con trai hư hỏng, ích kỷ) về Ấn Độ. Ramakant gây rối ở nhà Modi, nhưng cậu ta không thể trở về Singapore vì tiền sử phạm tội. Sau hàng tá sự việc, Ramakant bỏ trốn trong ngày cưới của anh ấy với Sita, tuyên bố với mọi người rằng đó chỉ là một phần trong kế hoạch của anh ấy. Ramkant cưới Sameera (con gái của Anita, tình đầu của Ahem), trở về để trả thù cho cái chết của mẹ cô ta. Trong lúc đó, Meera biết được con người thực sự của Bhavani và trở về nhà, nhưng bị Dharam mắng mỏ, chì chiết, buộc tội cô ấy vì đã bỏ rơi mình. Meera và Vidya cố gắng lật tẩy tội ác của Bhavani, một trong số đó là Bhavani đã giết chính chồng của cô ta và ba của Sita. Cuối cùng, sau nhiều lần gây rối, Bhavani, Pinku và Sameera bị tống giam. Phim được kết thúc bằng đám cưới của Sita và Ricky cùng với nhiều hồi ức đẹp của gia đình. 
Sang phần 2, Gia đình Modi có chuyến đi đến thăm nhà em trai của Kokila. Ahem - được cho là qua đời ở phần 1 nhưng vẫn còn sống và bị mất trí nhớ. Gopi đã giúp Ahem nhớ lại, cả gia đình đoàn tụ.

## Diễn viên

### Vai hiện tại
Diễn viên chính
Có ảnh hưởng đến cốt truyện của phim, tuyến phim sẽ xoay quanh những nhân vật này:
- Devoleena Bhattacharjee trong vai Gopi Ahem Modi (họ cũ Kapadia; Raheja) (2012–). Qua phần 4 đổi tên thành Gopi Jaggi Modi
- Rupal Patel trong vai Kokila Modi (2010–)
- Mohammad Nazim trong vai Ahem Parag Modi (2010–2016) /Jaggi Parag Modi (họ cũ Singh) (2016 -)
- Tanya Sharma trong vai Meera Dharam Suryavanshi (họ cũ Modi) (2015–17)
- Sonam Lamba trong vai Vidya Shravan Suryavanshi (họ cũ Modi) (2015–17)
- Shruti Prakash trong vai Sita Keshav Rathod (2017)
- Rohit Suchanti trong vai Ramakant Ahem Modi (2017) [ Ramakant / Ram / Ricky ]
- Priya Tandon trong vai Samira Ramakant Modi (2017)
- Amar Upadhyay trong vai Dharam Suryavanshi (2015–17)
- Loveleen Kaur Sasan trong vai Pahridi Jigar Modi (2014–17)

Diễn viên khác
Lưôn xuất hiện định kì và có một số vai trò trong nội dung phim:
- Vandana Vithlani trong vai Urmila Jitu Shah (2010–)
- Manish Arora trong vai Parag Modi (2010–)
- Paras Babbar trong vai Sahir Jigar Modi (Tolu) (2015–)
- Rashmi Singh trong vai Sonakshi Sahir Modi (2016–)
- Ayaan trong vai Jai Sahir Modi(2017-)
- Prerna Vihaan trong vai Veeru Sahir Modi(2017-)
- Kunal Singh trong vai Shravan Dharam Suryavanshi (2015–)
- Priya Marathe trong vai Bhavani Keshav Rathod (2017–)

### Các vai trong quá khứ
Diễn viên chính
Trong những mùa trước:
- Mohammad Nazim trong vai Ahem Parag Modi (2010–16)
- Giaa Manek trong vai Gopi Ahem Modi (2010–12)
- Rucha Hasabnis trong vai Rashi Jigar Modi (2010–14)
- Vishal Singh trong vai Jigar Chirag Modi (2010–16)
- Loveleen Kaur Sasan trong vai Paridhi Jigar Modi (họ cũ Mehta) (2014–15; 2016–17)
- Bhavini Purohit trong vai Radha Umang Mehta (họ cũ Jayanti Kapadia) (2013–15)
- Vandana Pathak trong vai Gaura Suryavanshi (2015–16; 2016–17)
- Mazel Vyas trong vai Child Meera Ahen Modi (2014–15)
- Eklavya Ahir trong vai Child Samar "Molu" Modi (2014–15)
- Ishant Bhanushali trong vai Child Sahir "Tolu" Modi (2014–15)
- Palak Panchal trong vai Child Vidya Ahem Modi (2014–15)
- Hiteeka Ruchchandran trong vai Child Rashi Junior Jigar Modi (2015–16)
- Khalid Siddiqui trong vai Dr Krishna Raheja (2016)
- Kajal Pisal trong vai Mansi Raheja (2015; 2016)
- Utkarsha Naik trong vai Pramila Ashok Raheja (2016)
- Shagufta Ali trong vai Urvashi Singh (2016–17)

Diễn viên khác
Trong những mùa trước:
- Swati Shah trong vai Hetal Chirag Modi (2010–16)
- Jyotsna Karyekar / Aparna Kanekar trong vai Janko "Baa" Modi (2010–16)
- Neeraj Bharadwaj trong vai Chirag Modi (2010–16)
- Jaya Ojha trong vai Madhu Jayantilal Kapadia (2013–16)
- Sanjeev Bhatt trong vai Jayantilal Kapadia (2013)
- Pratap Hada trong vai Samar Jigar Modi (2015–17)
- Uppekha Jain trong vai Monica Samar Modi (2016–17)
- Firoza Khan trong vai Kinjal Dhaval Desai (2010–16)
- Ashish Sharma trong vai Dhaval Desai (2010–15)
- Paras Tomar trong vai Prateek "Pappu" Dhaval Desai (2015)
- Seema Deshmukh trong vai Jigna (2010)
- Pratibha Tiwari trong vai Naiya Suryavanshi (2016)
- Gopi Desai trong vai Revati (2010–14)
- Pubali Sanyal trong vai Durga Dharam Suryavanshi (2015–16)
- Deepak Dutta trong vai Jai Mehta (2014–15)
- Iira Soni trong vai Anita Mehta (2010–11)
- Anas Khan trong vai Umang Mehta (2010–11, 2013)
- Pooja Welling trong vai Tripti Umang Mehta (2013)
- Gurpreet Kaur trong vai Neelam/Kusum (2012)
- Manoj Chandila trong vai Anurag Joshi (2014)
- Shresth Kumar trong vai Vivaan Khanna (2014)
- Karan Khandelwal trong vai Sanskaar Patel (2015; 2016)
- Vansh Sayani trong vai Child Prateek "Pappu" Desai (2014–15)
- Heemakshi Ujjain trong vai Premlata (2016)
- Siddharth Sen trong vai ACP Ritesh Parmar (2016)
- Harsh Rajput trong vai Prakash (2016)
- Anju Tiwary trong vai Chanda (2016–17)
- Rajesh Puri trong vai Keshavlal Rathod (2016–17)

## Phát sóng
Tại Indonesia, phim bắt đầu phát sóng trên ANTV từ ngày 26 tháng 9 năm 2016 với tựa đề "Gopi" các ngày trong tuần từ thứ Hai đến thứ Sáu lúc 3:00PM (giờ Indonesia).
Tại Việt Nam, phim phần 1 đã bắt đầu phát sóng trên THVL1 từ ngày 27 tháng 5 năm 2015 đến ngày 1 tháng 6 năm 2018 với tựa đề là "Âm mưu và tình yêu" lúc 22h30 phút hàng ngày, và được phát lại lúc 14h hôm sau trên THVL2. Phim phần 2 phát sóng lúc 22h hằng ngày từ ngày 7 tháng 9 năm 2023 trên THVL1.
Phim được phát sóng trên kênh StarPlus với tên gọi là "साथिया साथ निभाना" của Ấn Độ lúc 7:00 hàng ngày.
Phim được phát sóng trên kênh Nova của Bulgaria với tên gọi là "Остани с мен".